# Белиці (Куявсько-Поморське воєводство)
Белиці (пол. Bielice) — село в Польщі, у гміні Моґільно Моґіленського повіту Куявсько-Поморського воєводства.
Населення — 318 осіб (2011).
У 1975-1998 роках село належало до Бидгощського воєводства.

## Демографія
Демографічна структура станом на 31 березня 2011 року:
|          | Загалом | Допрацездатний вік | Працездатний вік | Постпрацездатний вік |
| -------- | ------- | ------------------ | ---------------- | -------------------- |
| Чоловіки | 166     | 42                 | 111              | 13                   |
| Жінки    | 152     | 32                 | 91               | 29                   |
| Разом    | 318     | 74                 | 202              | 42                   |